# Liste der ecuadorianischen Botschafter in Polen
Dies ist eine Liste der ecuadorianischen Botschafter in Polen, in ihr sind die Botschafter Ecuadors von 1961 bis 2007 aufgeführt.
Seit 15. Februar 2016 vertritt der ecuadorianische Botschafter in Berlin die Regierung in Quito regelmäßig auch bei der Regierung in Warschau.

## Geschichte
1935 nahmen die Regierungen in Warschau und Quito diplomatische Beziehungen auf Gesandtschaftsebene auf. Diese wurde 1945 ausgesetzt, 1948 erneuert und am 3. April 1962 von Ecuador abgebrochen.
| Ernennung Akkreditierung | Botschafter                      | Bemerkungen     | ernannt durch den President of Ecuador | akkreditiert beim Präsidenten Polens | Posten verlassen |
| ------------------------ | -------------------------------- | --------------- | -------------------------------------- | ------------------------------------ | ---------------- |
| 25. Juli 1961            | Vincente Crespo Ordonez          | Geschäftsträger | Carlos Julio Arosemena Monroy          | Aleksander Zawadzki                  | 3. Apr. 1962     |
| 5. Mai 1972              | Juan Isaak Lavato Vargas         |                 | Guillermo Rodríguez Lara               | Henryk Jabłoński                     |                  |
| 20. Juni 1973            | Jorge Icaza                      |                 | Guillermo Rodríguez Lara               | Henryk Jabłoński                     |                  |
| 24. Juli 1974            | César Enrique Román González     | Geschäftsträger | Guillermo Rodríguez Lara               | Henryk Jabłoński                     |                  |
| 26. Juli 1977            | Marcelo Hervas Silva             | Geschäftsträger | Alfredo Poveda Burbano                 | Henryk Jabłoński                     |                  |
| 12. Feb. 1977            | Plutarco Naranjo Vargas          |                 | Alfredo Poveda Burbano                 | Henryk Jabłoński                     |                  |
| 29. Feb. 1980            | Jorge Ortiz Escobar              |                 | Jaime Roldós                           | Henryk Jabłoński                     |                  |
| 14. Juni 1981            | Fernando Chavez Davila           | Geschäftsträger | Osvaldo Hurtado                        | Henryk Jabłoński                     |                  |
| 8. Apr. 1986             | Ramiro Silva del Pozo Vela       |                 | León Febres Cordero                    | Wojciech Jaruzelski                  |                  |
| 17. Juli 1988            | Luis Vivar Flores                | Geschäftsträger | Rodrigo Borja                          | Wojciech Jaruzelski                  |                  |
| 12. Aug. 1989            | Eduardo Santos Alvite            |                 | Rodrigo Borja                          | Wojciech Jaruzelski                  |                  |
| 11. Juni 1991            | Pedro Antonio Saad Herreria      | Geschäftsträger | Rodrigo Borja                          | Lech Wałęsa                          |                  |
| 4. Jan. 1992             | Edgar Atilio Toral Cozzarelli    | Geschäftsträger | Sixto Durán Ballén                     | Lech Wałęsa                          |                  |
| 18. Apr. 1995            | Adolfo Hernan Alvarez Villagomez | Geschäftsträger | Sixto Durán Ballén                     | Lech Wałęsa                          |                  |
| 6. März 1996             | Jaime Marchan Romero             |                 | Abdalá Bucaram                         | Aleksander Kwaśniewski               |                  |
| 9. Apr. 1997             | Patricio Palacios Cevallos       |                 | Fabián Alarcón                         | Aleksander Kwaśniewski               |                  |
| 17. Nov. 1998            | Adolfo Hernan Alvarez Villagomez |                 | Jamil Mahuad                           | Aleksander Kwaśniewski               |                  |
| 25. Okt. 2000            | Antonio Rodas Pozo               |                 | Gustavo Noboa                          | Aleksander Kwaśniewski               |                  |
| 21. Aug. 2002            | Jaime Barberis                   | Geschäftsträger | Gustavo Noboa                          | Aleksander Kwaśniewski               |                  |
| 6. Juni 2003             | Galo Fernando Larrea Donoso      | [ 3 ]           | Lucio Gutiérrez                        | Aleksander Kwaśniewski               |                  |
| 15. Nov. 2004            | Luis Espinosa Salas              | Geschäftsträger | Lucio Gutiérrez                        | Aleksander Kwaśniewski               |                  |
| 17. Nov. 2005            | Fernando Flores Macias           | Geschäftsträger | Alfredo Palacio                        | Aleksander Kwaśniewski               |                  |
| 2007                     | Jorge Fernando Lefebre Nicolas   | [ 4 ]           | Rafael Correa                          | Lech Kaczyński                       |                  |